# Parachela siamensis
Parachela siamensis är en fiskart som först beskrevs av Günther, 1868.  Parachela siamensis ingår i släktet Parachela och familjen karpfiskar. IUCN kategoriserar arten globalt som livskraftig. Inga underarter finns listade i Catalogue of Life.